# Hermann Lauer
Hermann Lauer (* 26. Dezember 1870 in Schluchtern; † 18. November 1930 in Donaueschingen) war ein deutscher Theologe, Journalist, Kirchenhistoriker und Heimatforscher.

## Leben
Sein Vater war Lehrer an der katholischen Volksschule in Schluchtern. Dort lebte er bis zu seinem fünften Lebensjahr. Er studierte Theologie und kam 1894 als Repetitor an das theologische Konvikt in Freiburg im Breisgau. 1901 wurde er Kaplan in Neudingen. Ab 1904 war er Redakteur beim Donauboten in Donaueschingen, dessen Schriftleitung er 25 Jahre vorstand. 1907 promovierte er in Freiburg im Breisgau mit einer Schrift über Die Moraltheologie Alberts des Großen zum Dr. theol., anschließend veröffentlichte er mehrere Schriften über die Kirchengeschichte, darunter 1908 einen Abriss über die Kirchengeschichte in Baden und 1921 eine Kirchengeschichte der Baar. Ab 1924 kamen zu den Schriften auch allgemeine heimatgeschichtliche Themen, darunter die erste wissenschaftlich fundierte Heimatgeschichte seines Heimatortes Schluchtern. Die Gemeinde Leingarten, in der Schluchtern 1970 aufgegangen ist, hat in ihrem Gründungsjahr eine Straße nach Hermann Lauer benannt.

## Schriften
- Choraltheorie: zunächst für Theologen bearbeitet. Simon, Donaueschingen 1902.
- Geschichte der katholischen Kirche im Großherzogtum Baden. Von der Gründung des Großherzogtums bis zur Gegenwart. Herder, Freiburg im Breisgau 1908.
- Die Moraltheologie Alberts des Großen. Mit besonderer Berücksichtigung ihrer Beziehungen zur Lehre des hl. Thomas. Herder, Freiburg im Breisgau 1911.
- Im Kampfe der Gegenwart. Religiöse und politische Zeitfragen, für das Volk dargestellt. 2. Auflage. Danubiana, Donaueschingen 1911.
- Warum dauert der Weltkrieg so lange? Preßverein Freiburg, Freiburg im Breisgau 1916 (Digitalisat).
- Die Triebfedern des Weltkrieges. Zugleich eine Antwort auf die Ablehnung des Friedensangebotes durch den Zehnverband. Badenia, Karlsruhe 1917.
- Die Glaubenserneuerung in der Baar In: Freiburger Diözesan-Archiv Bd. 46 (1919), S. 81–119 (Digitalisat).
- Die theologische Bildung des Klerus der Diözese Konstanz in der Zeit der Glaubenserneuerung. In: Freiburger Diözesan-Archiv. Bd. 47 (1919), S. 113–164 (Digitalisat).
- Geschichte der katholischen Kirche in der Baar. Danubiana, Donaueschingen 1921; 2. Auflage: Kirchengeschichte der Baar und des einst zur Landgrafschaft Baar gehörenden Schwarzwaldes Danubiana, Donaueschingen 1928.
- Das Evangelium vom Leben. Ein Kapitel aus der Lehre Jesu. Danubiana, Donaueschingen 1921.
- Hemsbach, Laudenbach, Sulzbach: Eine Geschichte ihres kirchlichen Lebens. Danubiana, Donaueschingen 1924.
- Abriß der Geschichte der katholischen Kirche in Baden für höhere Lehranstalten. Herder, Freiburg im Breisgau 1925.
- Geschichte von Schluchtern. Danubiana, Donaueschingen 1928.